# Ансер, Бобби
Бо́бби Ансер (англ. Bobby Unser, 20 февраля 1934, Колорадо-Спрингс, США — 2 мая 2021) — американский автогонщик, представитель второго поколения одной из самых титулованных гоночных династий США. Двукратный чемпион CART 1968 и 1974 года, чемпион серии IROС 1975 года, троекратный победитель гонки «500 миль Индианаполиса». В 1968 году принял участие в двух Гран-при чемпионата мира Формулы-1, но до финиша ни разу не добрался.

## Биография

### Ранние годы
Дед Бобби, Луис Ансер, эмигрировал в США из Швейцарии, поселившись в Колорадо-Спрингс, недалеко от горы Пайкс-Пик. Луис особенно интересовался новыми для того времени автомобилями с двигателем внутреннего сгорания, и трое его сыновей — Луис-младший, Джо и Джерри-старший — унаследовали интерес отца к автомобилям и гонкам. Все трое имели непосредственное отношение к основанию знаменитой «гонки к облакам» — подъёму на холм в Пайкс-Пик. Бобби, будучи третьим из четырёх сыновей Джерри-старшего, также с юных лет участвовал в гонках.
Впервые он начал выходить на старт гонок за рулём отцовского автомобиля в 15-летнем возрасте — в различных дорожных гонках в Мексике. К 18 годам он уже побеждал как в гонках, так и в чемпионатах.

### USAC
В дальнейшем Ансер обратил своё внимание на самые различные гонки повсюду в США. Для более удобного перемещения между автодромами он научился управлять самолётом. С течением времени он стал известен как один из выдающихся гонщиков Америки. В главной гонке чемпионата USAC, «500 миль Индианаполиса», он впервые принял участие в 1963, а уже через пять лет, в 1968, впервые победил. Повторить это достижение он смог также в 1975 и 1981, став первым в истории человеком, сумевшим победить в этой гонке в трёх различных десятилетиях. Впоследствии лишь Рик Мирз смог повторить это достижение, став победителем в 1979, 84, 88 и 91 году.
В рамках чемпионатов AAA/USAC/CART/Indycar он заработал 35 побед, занимая по этому показателю пятое место в истории. Дважды он становился чемпионом — в 1968 и 1974 годах, а также победил в IROС 1975 года. В 1982 году он закончил карьеру в «Индикарах», занявшись испытательной работой для компании Audi.

### «500 миль Индианаполиса» 1981
Существенную роль в окончании карьеры Ансера сыграла гонка «500 миль Индианаполиса» 1981 года. Всю гонку они вместе с Марио Андретти боролись друг с другом. На 149 круге во время периода пейс-кара оба американца совершили пит-стоп. Выезжая с питлейна и двигаясь по внутренней дорожке автодрома, Ансер обогнал восьмерых пилотов, Андретти обогнал двоих. На финише первым был Ансер, однако на следующее утро был наказан за эти обгоны перемещением на одну позицию назад — что автоматически делало победителем Андретти. Впоследствии после апелляции команды и долгого рассмотрения дела, почти через полгода после финиша дисквалификация наконец была снята, а кубок — возвращён Ансеру. Тем не менее сопутствующий скандал и финансовые убытки из-за такой задержки результата (по собственным оценкам, стоившие Ансеру миллиона долларов), заставили его в начале следующего сезона завершить карьеру гонщика.

### Пайкс-Пик
Участие и победа в гонке в Пайкс-Пик всегда были особенно важны для семейства Ансеров, проживающего буквально у подножия одноимённой горы. Впервые Бобби Ансеру удалось победить в весьма юном возрасте — в 22 года, в 1956 году. Всего же в данной гонке вплоть до окончания карьеры в индикарах ему удалось победить в Пайкс-Пик двенадцать раз — девять в категории автомобилей с открытыми колёсами, дважды в категории серийных автомобилей и ещё один раз — в категории спорткаров. С 1958 по 1963 он совершенно доминировал в данном соревновании, не уступив ни разу.
После окончания карьеры в «Индикаре» и 12 лет отсутствия он вновь вернулся в Пайкс-Пик в 1986 — и выиграл заезд в классе Unlimited, побив рекорд собственного дяди Луиса Ансера-младшего по числу побед в общем классе — всего их у него стало десять против девяти у Луиса. Общее количество побед, таким образом, составило рекордные тринадцать.

### Формула-1
В 1968 году на волне успеха в «Индикарах» Бобби Ансер решил попробовать свои силы и в чемпионате мира Формулы-1. На Гран-при Италии он был заявлен от команды BRM, квалифицироваться удалось на 21-м месте из 24 участников. Изначально Ансер предполагал пройти квалификацию, затем вместе с Марио Андретти улететь в США для участия в гонке Hoosier 100 в Индианаполисе, после чего на следующий день вернуться в Европу и стартовать в гонке. Однако когда об этих планах стало известно, организаторы гонки напомнили, что согласно действующему в то время «правилу 24 часов» на старт не допускаются пилоты, принимавшие участие в гонках менее, чем за 24 часа до этого. В результате гонщики предпочли соревнования в Америке, как более важные с турнирной точки зрения. Через месяц Ансер снова был заявлен в Гран-при — на этот раз у себя на родине, в США. На этот раз удалось завоевать 19-е место на старте — это при том, что Андретти забрал поул, а в гонке у Ансера на 35-м круге отказал мотор. Более Ансер на гонках Формулы-1 не появлялся.

### Другие достижения
Стал первым гонщиком, прошедшим круг в Индианаполисе со скоростью более 190 миль в час. Активно помогал Дэну Герни в разработке и тестировании его автомобиля для чемпионата USAC, что впоследствии привело к изобретению так называемого «закрылка Герни» (англ. Gurney flap). Трижды принимал участие в высшем дивизионе NASCAR, добившись всего лишь единственного четвёртого места. Выиграл Fastmasters 1993 года — чемпионат для гонщиков старше 50 лет. По окончании карьеры пилота работал телекомментатором на каналах ABC, ESPN и NBC.

## Семейные традиции
Бобби Анзер принадлежит к одной из наиболее знаменитых гоночных династий Америки. Дед Бобби, Луис-старший, занимался конструированием двигателей внутреннего сгорания и автомобилей на их основе. Отец Бобби — Джерри-старший — владел ремонтным бизнесом и заправочной станцией, один из его дядей, Луис-младший, является девятикратным победителем гонки в Пайкс-Пик, другой — Джо — намеревался участвовать в «Инди-500» вместе с братьями, но погиб во время тестирования автомобиля на местном шоссе. Все трое родных братьев Бобби занимались гонками в том или ином виде. Старший брат Джерри-младший дважды участвовал в «Инди-500», попал в аварию на тренировках перед второй попыткой и умер в больнице от ожогов. Луи, близнец Джерри-младшего, дважды первенствовал в Пайкс-Пик в категории серийных автомобилей, работал менеджером и механиком у Джерри. Младший из братьев, Эл, является трёхкратным чемпионом «Индикара» и четырёхкратным победителем «Инди-500». Трое сыновей Бобби, множество его племянников, а также двое внучатых племянников — Эл Анзер III и Джейсон Таннер — также занимаются различными видами автоспорта.

## Результаты выступлений в Формуле-1
| Легенда к таблице |                                                                    |
| --- | ------------------------------------------------------------------ |
| В таблице перечислены результаты всех Гран-при Формулы-1, в которых принимал участие гонщик. Строками таблицы являются сезоны, столбцами — этапы чемпионата мира. В каждой клетке указаны сокращённое название этапа и результат, дополнительно обозначенный цветом. Расшифровка обозначений и цветов представлена в нижеследующей таблице. |                                                                    |
| \| Пример \| Описание \| \| ------------ \| ------------------------------------------------------------------ \| \| 1 \| Победитель \| \| 2 \| Второе место \| \| 3 \| Третье место \| \| 5 \| Финишировал, заработав очки \| \| Сход \| Не финишировал, но при этом заработал очки \| \| 12 \| Финишировал, не получив очков \| \| НКЛ \| Финишировал, но не попал в финальную классификацию \| \| 15 \| Участвовал вне зачёта, либо по отдельной классификации \| \| 18 \| Не финишировал, но попал в финальную классификацию \| \| Сход \| Не финишировал \| \| НКВ \| Не прошёл квалификацию \| \| НПКВ \| Не прошёл предквалификацию \| \| ДСК \| Дисквалифицирован \| \| ИСК \| Исключён из протокола соревнований \| \| ТТ \| Заявлен для участия только в тренировках \| \| НС \| Участвовал в квалификации, но не стартовал в гонке \| \| Т \| Травмирован или болен \| \| ОТК \| Отказ от участия \| \| НТР \| Прибыл на соревнования, но на трассу не выезжал \| \| НПР \| Был заявлен в числе участников, но не прибыл к началу соревнований \| \| О \| Соревнования отменены \| \| \| Не участвовал \| \| Поул-позиция \| \| \| Быстрый круг \| \| |                                                                    |
| Пример | Описание                                                           |
| 1 | Победитель                                                         |
| 2 | Второе место                                                       |
| 3 | Третье место                                                       |
| 5 | Финишировал, заработав очки                                        |
| Сход | Не финишировал, но при этом заработал очки                         |
| 12 | Финишировал, не получив очков                                      |
| НКЛ | Финишировал, но не попал в финальную классификацию                 |
| 15 | Участвовал вне зачёта, либо по отдельной классификации             |
| 18 | Не финишировал, но попал в финальную классификацию                 |
| Сход | Не финишировал                                                     |
| НКВ | Не прошёл квалификацию                                             |
| НПКВ | Не прошёл предквалификацию                                         |
| ДСК | Дисквалифицирован                                                  |
| ИСК | Исключён из протокола соревнований                                 |
| ТТ | Заявлен для участия только в тренировках                           |
| НС | Участвовал в квалификации, но не стартовал в гонке                 |
| Т | Травмирован или болен                                              |
| ОТК | Отказ от участия                                                   |
| НТР | Прибыл на соревнования, но на трассу не выезжал                    |
| НПР | Был заявлен в числе участников, но не прибыл к началу соревнований |
| О | Соревнования отменены                                              |
| | Не участвовал                                                      |
| Поул-позиция |                                                                    |
| Быстрый круг |                                                                    |

| Сезон | Команда                  | Шасси    | Двигатель        | Ш | 1   | 2   | 3   | 4   | 5   | 6   | 7   | 8   | 9      | 10  | 11       | 12  | Место | Очки |
| ----- | ------------------------ | -------- | ---------------- | - | --- | --- | --- | --- | --- | --- | --- | --- | ------ | --- | -------- | --- | ----- | ---- |
| 1968  | Owen Racing Organisation | BRM P126 | BRM P142 3,0 V12 | G | ЮАР | ИСП | МОН | БЕЛ | НИД | ФРА | ВЕЛ | ГЕР | ИТА НС | КАН |          |     | —     | 0    |
| 1968  | Owen Racing Organisation | BRM P138 | BRM P142 3,0 V12 | G |     |     |     |     |     |     |     |     |        |     | США Сход | МЕК | —     | 0    |